# Risiocnemis flammea
Risiocnemis flammea är en trollsländeart som först beskrevs av Selys 1882.  Risiocnemis flammea ingår i släktet Risiocnemis och familjen flodflicksländor. Inga underarter finns listade i Catalogue of Life.